# Farol de Itapuã
O farol de Itapuã ou farol da Ponta de Itapuã é um farol em Salvador, na Bahia, no Brasil. Se situa na praia de Itapuã, no subdistrito de Itapuã, a cerca de 23 quilômetros (14 mi) a és-nordeste do farol da Barra.
Trata-se de uma torre troncónica em ferro fundido com 21 metros (69 pé), assente sobre uma base de concreto e ligada à praia por uma ponte também de concreto. O farol está pintado com barras horizontais brancas e vermelhas.
Emite um relâmpago branco a cada seis segundos, com um alcance de 15 milhas náuticas (28 km).

## Outras informações
- Local aberto, farol fechado
- Característica da luz: relâmpago 0,5s, oclusão 5,5s